# Parc Ariel-Sharon
 (juin 2017).
Si vous disposez d'ouvrages ou d'articles de référence ou si vous connaissez des sites web de qualité traitant du thème abordé ici, merci de compléter l'article en donnant les références utiles à sa vérifiabilité et en les liant à la section « Notes et références ».

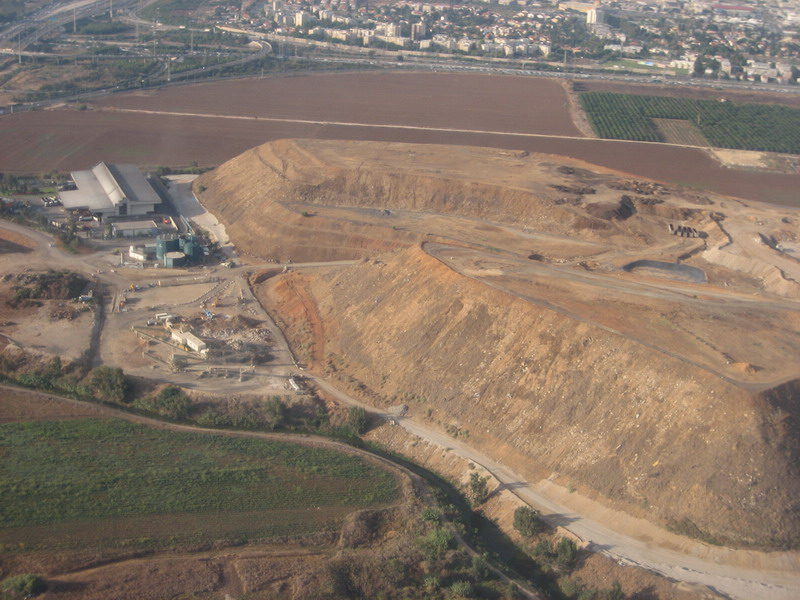
La décharge de Hiriya en 2006.

Le parc Ariel-Sharon (également appelé Ayalon Park) inauguré en 2007 ; il est construit sur le site d'un ancien village appelé successivement Ibn Ibraq, al-Khayriyya, Hiriya. 

## Hiriya
Avant la guerre israélo-arabe de 1948-1949 se trouvait là le village palestinien de Al-Khayriyya (en), dont dérive le nom Hiriya. Ce village autrefois appelé Ibn Ibraq, qui est l'autre nom de l'ancien site biblique Beneberak, a été renommé al-Khayriyya en 1924. 
Quelques semaines avant la guerre de 1948 les habitants palestiniens ont fui devant l'avancée des forces militaires de la Haganah.
Un camp de transit y a été établi (en hébreu ma'abara) après 1948,. 
Hiriya située dans la banlieue de Tel Aviv en Israël est devenue par la suite une décharge, qui a ouvert en 1952 et fermé en août 1998. Elle a accueilli au total 25 millions de tonnes de déchets. Un important centre de tri est situé à proximité du site. Dans les années 2010, un projet est mis en place pour intégrer cette ancienne décharge dans le nouveau parc Ariel Sharon.

## Parc Ariel-Sharon
C'est un grand parc public urbain qui a été inauguré  en 2007. I est situé entre les villes de Holon, Azor et Ramat Gan, (dans le sud de la  Metropole de Tel-Aviv) autour de certaines des plaines inondables de la Ayalon. Les rivières Azor et Kofer coulent dans la zone du parc. Les autoroutes  Road 1 et  Route 44 passent à travers la zone prévue du parc. Le parc devra être relié à la Menachem Begin Park (South Park) dans le sud de Tel Aviv et la Mikvé-Israël (école agricole) à Holon. Ce sera l'un des plus grands parcs en Israël et l'un des plus grands dans le Moyen-Orient.
Il existe déjà des sentiers pour vélo dans le parc.